# Ambo (Kiribati)
Pour les articles homonymes, voir Ambo.
Ambo est un îlot de Tarawa. Il fait partie de Tarawa-Sud. Il est habité par 3 373 personnes (2020). C'est le siège de la Maneaba ni Maungatabu, le parlement des Kiribati qui y a été inauguré en 2000.